# Andrée Colson
Pour les articles homonymes, voir Colson.
Andrée Colson, née le 5 septembre 1924 à Paris et morte le 15 décembre 2020 à Langeais, est une violoniste française.

## Biographie
Après des études de violon au Conservatoire national supérieur de musique et de danse de Paris, elle s'installe en Touraine où elle crée en 1955 l'Ensemble Instrumental Andrée Colson dont elle est le chef, soliste et premier violon pendant plus d'un demi-siècle.
Elle est à l'origine de nombreuses réalisations avant-gardistes :
- Un orchestre sans baguette, premier et unique en France.
- Une communauté musicale « classique » sur son lieu de vie, en pleine campagne.
- Une École de Musique à Tours assortie d'originales animations musicales en milieu scolaire et rural.
- Plusieurs clubs qui concerneront 15 000 enfants.
- Un festival « les Journées Musicales Internationales de Langeais » (festival en chaises longues) qui fera entendre en 10 ans 750 jeunes virtuoses et créateurs de 35 nationalités.
- Son propre studio d'enregistrement en pleine nature.
- Une maison de disques, les « DISQUES VERNOU» (plusieurs prix du disque).
- Des stages de perfectionnement de technique d'archet pour instrumentistes internationaux de haut niveau…

Andrée Colson a contribué pendant un demi-siècle, à la tête de son orchestre, à la diffusion d'une musique vivante à la portée de tous les publics et au rayonnement culturel de la France, de Paris à Sydney en passant par New York et Hong Kong (57 pays visités).
Officier des Arts et Lettres, Chevalier de la Légion d'honneur [réf. souhaitée].
En 2009, Jacqueline Legris, altiste soliste de l'orchestre fondé par Andrée Colson, écrit un ouvrage « Andrée Colson, violoniste, et l'Ensemble Instrumental - un demi-siècle consacré à la musique pour créer, innover, convaincre... ». Ouvrage publié aux Éditions Vernou et vendu accompagné d'un CD réf. VST 3018 « Musique de divertissement » pour illustrer musicalement le livre.
Divers articles de presse se font l'écho de ce témoignage vécu. Voir notamment Nouvelle République du Centre Ouest du 5 janvier 2011.
Lorsque la musique s'est éteinte à Vernou, Andrée Colson est devenue hôte de gites de location : une superbe maison du 14e et un chalet en bois de Scandinavie au milieu de la nature, environnement exceptionnel de calme, dans les prés et les bois au nord de Langeais.

## Discographie sélective
- Marc-Antoine Charpentier, Concert pour 4 parties de violes, H.545, Jean-Joseph Mouret, Les Festes de Thalie, suite de ballet, André Campra, Les Festes vénitiennes, suite de ballet, Ensemble instrumental Andrée Colson de Tours. LP Vox 1961.
- Les Riches Heures de Vernou : Dall'Abaco, Telemann, Campra, Charpentier, Bondon. Disques VERNOU VST 3001
- Les Riches Heures de Vernou : Gioaccino Rossini, Sonates pour cordes no 1,2,3,6.  VERNOU VST 3002
- Les Riches Heures de Vernou : Rossini: Sonates no 4, 5 ; Schubert : Danses Allemandes; Mozart : Divertissement K. 136. VERNOU VST 3005
- "Bonne Maman raconte la Musique aux Enfants" , texte d'Andrée Colson dit par Geneviève Fontanel. VERNOU VST 3003
- Enregistrement dédié à Étienne Vatelot, Grand Prix du Disque : Guillaume Lekeu, Jacques Bondon, Pierre-Max Dubois.
- "Les Inestimables Chroniques du Bon Géant Gargantua", Fantaisie musicale de Jean Françaix sur un texte de François Rabelais, dit par Jean Piat. VERNOU VST 3004

## Distinctions
- Chevalière de la Légion d'honneur (1994)
- Officière de l'ordre des Arts et des Lettres